# Киша (приток Суры)
Киша — река в России, протекает по границе Сеченовского района Нижегородской области и Порецкого района Чувашии. Киша впадает в Суру, на 206 километре от устья.
Длина реки — 44 км, площадь водосборного бассейна — 460 км². Исток берёт в овраге у деревни Липовка Нижегородской области, устье к северу от деревни Устиновка Порецкого района. Все левые притоки расположены на территории Нижегородской области.

## Данные водного реестра
По данным государственного водного реестра России относится к Верхневолжскому бассейновому округу, водохозяйственный участок реки — Сура от устья реки Алатырь и до устья, речной подбассейн реки — Сура. Речной бассейн реки — (Верхняя) Волга до Куйбышевского водохранилища (без бассейна Оки).
Код объекта в государственном водном реестре — 08010500412110000039128.

## Топонимика
— Первая версия: топоним имеет мордовское (эрзянское происхождение).

По мнению Н. Д. Русинова, есть целая группа таких названий на -ша: Акша, Икша, Какша, Киша, Кокша, Лемша, Нукша, Перша, Тёша, Шилекша и др., которые «можно истолковать на основе иранского или балтийского языкового материала, хотя выводы получаются и не вполне точные, поскольку этимологизировать приходится такие предполагаемые индоевропейские гидронимы, которые сначала фонетически и семантически адаптированы на угрофинский лад, а потом — на русский»— Происхождение названий рек и озёр левобережья р. Тёши Нижегородской области
.

Если разделить это слово на две части, то получится Ки-ша. <…> слово «ки» в переводе на русский язык означает «тропа», «путь». А если наше предположение, что слово «ша» — это тоже формант и переводится как «речка», то название Киша может означать «тропа вдоль речки». — Кулебаки, Велетьма, Тумалейка… Тайны географических названий
— Вторая версия: от тюркского qış/кыш — зима. 

В тюркских языках Киша означает зиму.— Нижегородские татары: этнические корни и исторические судьбы

## Экология
В целях сохранения и восстановления редких и исчезающих видов растений и животных, сохранения остепнённых и пойменных лугов, поддержания экологического баланса в 1996 году в Порецком районе Чувашии на территории Козловского сельского поселения в бассейне реки Киша создан государственный природный заказник регионального значения «Мочкасинский».